# Lapalisse
Pour les articles homonymes, voir Palice.
Lapalisse est une commune française, située dans le département de l'Allier en région Auvergne-Rhône-Alpes.
Ses habitants, au nombre de 3 127 au recensement de 2022, sont appelés les Lapalissois et Lapalissoises.

## Géographie

### Localisation
Lapalisse est située à l'est du département de l'Allier, dans le nord de la région Auvergne-Rhône-Alpes, à proximité de Vichy. La ville se trouve au carrefour de plusieurs voies de communication importantes, ce qui en a fait historiquement un lieu de passage stratégique.
Six communes sont limitrophes :
| Servilly  | Varennes-sur-Tèche | Barrais-Bussolles |
| Périgny   | Lapalisse          |                   |
| Billezois |                    | Saint-Prix        |

### Hydrographie
La commune est traversée par la Besbre dont le débit inter annuel moyen est de 6 m3/s à cet endroit de son cours. Cette rivière a façonné le paysage local et a été à l'origine de plusieurs crues historiques, notamment celle de 1846 qui a gravement endommagé la partie basse de la ville.

### Climat
Pour des articles plus généraux, voir Climat d'Auvergne-Rhône-Alpes et Climat de l'Allier.
En 2010, le climat de la commune est de type climat océanique dégradé des plaines du Centre et du Nord, selon une étude du CNRS s'appuyant sur une série de données couvrant la période 1971-2000. En 2020, Météo-France publie une typologie des climats de la France métropolitaine dans laquelle la commune est dans une zone de transition entre le climat océanique altéré et le climat de montagne ou de marges de montagne et est dans la région climatique Centre et contreforts nord du Massif Central, caractérisée par un air sec en été et un bon ensoleillement.
Pour la période 1971-2000, la température annuelle moyenne est de 11,1 °C, avec une amplitude thermique annuelle de 16,7 °C. Le cumul annuel moyen de précipitations est de 843 mm, avec 10,8 jours de précipitations en janvier et 7,8 jours en juillet. Pour la période 1991-2020, la température moyenne annuelle observée sur la station météorologique de Météo-France la plus proche, sur la commune d'Arfeuilles à 12 km à vol d'oiseau, est de 11,2 °C et le cumul annuel moyen de précipitations est de 951,6 mm,. Pour l'avenir, les paramètres climatiques de la commune estimés pour 2050 selon différents scénarios d'émission de gaz à effet de serre sont consultables sur un site spécial publié par Météo-France en novembre 2022.

## Urbanisme

### Typologie
Au 1er janvier 2024, Lapalisse est catégorisée bourg rural, selon la nouvelle grille communale de densité à 7 niveaux définie par l'Insee en 2022.
Elle appartient à l'unité urbaine de Lapalisse, une agglomération intra-départementale dont elle est ville-centre,. Par ailleurs la commune fait partie de l'aire d'attraction de Lapalisse, dont elle est la commune-centre,. Cette aire, qui regroupe 9 communes, est catégorisée dans les aires de moins de 50 000 habitants,.

### Occupation des sols

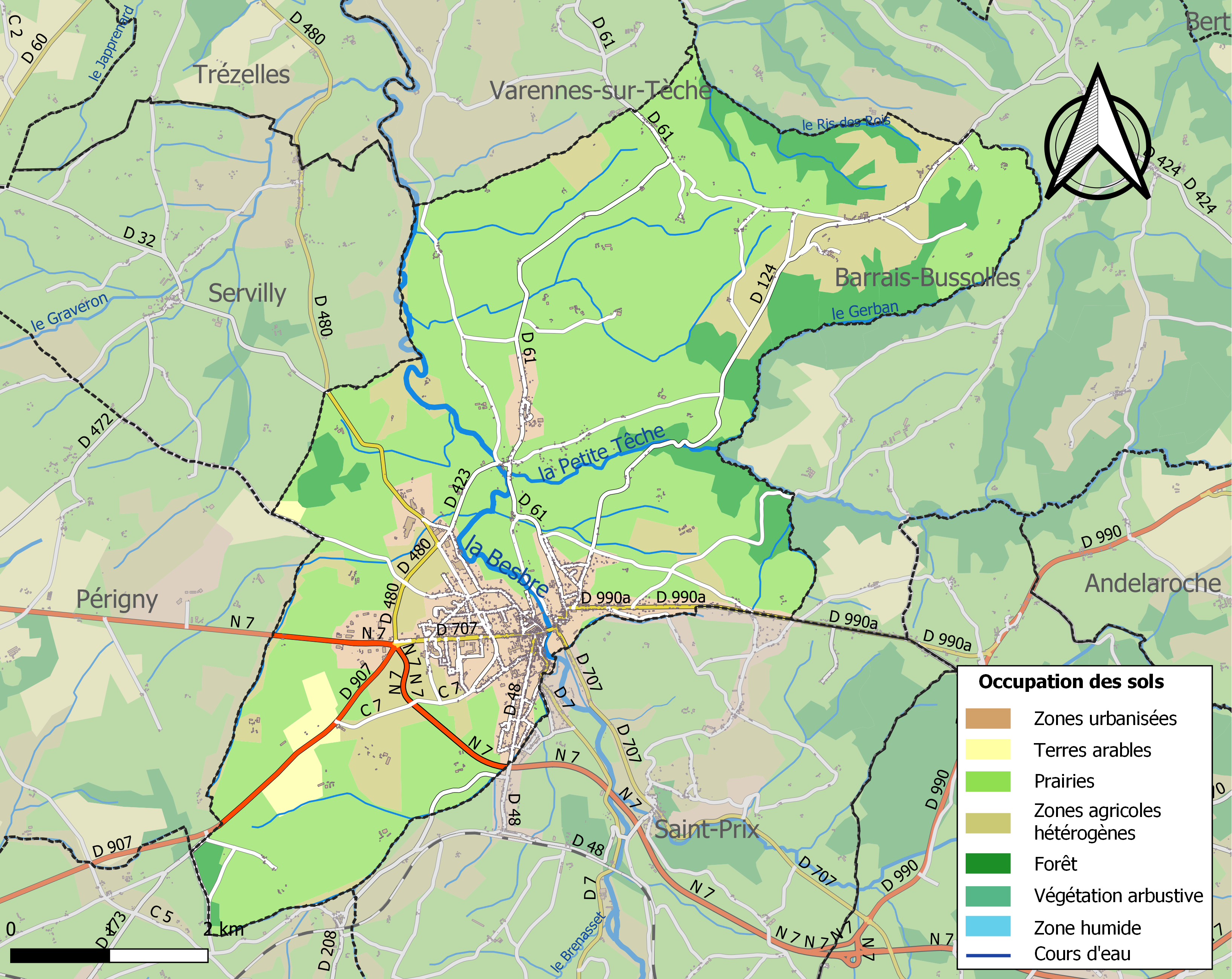
Carte des infrastructures et de l'occupation des sols de la commune en 2018 (CLC).

L'occupation des sols de la commune, telle qu'elle ressort de la base de données européenne d'occupation biophysique des sols Corine Land Cover (CLC), est marquée par l'importance des territoires agricoles (79,1 % en 2018), en diminution par rapport à 1990 (80 %). La répartition détaillée en 2018 est la suivante : prairies (63,4 %), zones agricoles hétérogènes (13,8 %), forêts (10,7 %), zones urbanisées (8,1 %), zones industrielles ou commerciales et réseaux de communication (2,1 %), terres arables (1,8 %).
L'IGN met par ailleurs à disposition un outil en ligne permettant de comparer l'évolution dans le temps de l'occupation des sols de la commune (ou de territoires à des échelles différentes). Plusieurs époques sont accessibles sous forme de cartes ou photos aériennes : la carte de Cassini (XVIIIe siècle), la carte d'état-major (1820-1866) et la période actuelle (1950 à aujourd'hui).

### Voies de communication et transports

#### Voies routières
Remontant à des temps immémoriaux, la cité de Lapalisse fut une très importante cité routière, d'où elle tirait une grande prospérité économique de ses échanges agricoles et commerciaux avec les provinces limitrophes (Roannais, Forez, Brionnais, etc.) En 1903, le journaliste sportif Henri Desgrange, créateur du célèbre Tour de France, choisit de faire passer à La Palisse l'itinéraire du Premier Tour de France cycliste.
Jusqu'en octobre 2006, la ville était traversée par la route nationale 7 reliant Moulins et Varennes-sur-Allier vers l'ouest puis le nord d'une part et vers Roanne et Lyon à l'est puis au sud d'autre part, les vibrations des poids-lourds traversant le passage à niveau ayant été jusqu'à provoquer des fissures sur les murs du château. La ville est contournée depuis cette date par un axe de type voie express à 2 × 2 voies et l'ancien axe est déclassé dans la voirie départementale (RD 707 puis RD N7).
En 2010, un contournement ouest a été réalisé par le département de l'Allier (RD 480). Cette même route continue au nord vers Jaligny-sur-Besbre et Dompierre-sur-Besbre. Au sud de ce contournement, la RD 480 débouche sur un carrefour giratoire avec la RN 7, la RD N7 et la RD 907 menant à Magnet, Cusset et Vichy.
Vers l'est, les RD 990 et RD 990a desservent l'est du département (vers Montaiguët-en-Forez et Marcigny).
Les routes de desserte locale sont :
- la RD 7, menant à Saint-Prix, Le Breuil et la montagne bourbonnaise (Le Mayet-de-Montagne) ;
- la RD 47 ;
- la RD 48 menant du centre-ville à la gare sur la commune de Saint-Prix ;
- la RD 61 menant à Varennes-sur-Tèche ;
- la RD 124 menant à Bert ;
- la RD 208 menant à Saint-Christophe ;
- la RD 423, reliant la RD 61 au contournement ouest (RD 480).

#### Transport ferroviaire
La ligne de Moret - Veneux-les-Sablons à Lyon-Perrache passe sur la commune limitrophe de Saint-Prix, où une gare SNCF est implantée. Elle a été fermée au service des voyageurs en 2006 dans le but de diminuer la durée des relations ferroviaires entre les gares de Clermont-Ferrand et de Lyon-Perrache.

## Toponymie
Le nom de Lapalisse apparaît pour la première fois sur une carte ancienne du XIIe siècle (en 1165) faisant référence à une chapelle (Capella di Palicia). La famille des premiers seigneurs de La Palice s'y établit à cette époque après avoir porté le nom des Seigneurs de Lubié, de la Motte des Noyers.
L'orthographe a varié au cours des siècles entre « La Palice » et « La Palisse ». Jusqu'à la Révolution française, le nom s'écrivait en deux mots. C'est en 1789 que l'orthographe « Lapalisse » fut définitivement adoptée.

## Histoire

### Antiquité
La première trace d'occupation au lieu-dit Lubié ou Lubillet précède de quelques siècles l'implantation définitive de l'ancienne Lipidiacus (La Palisse), sur les rives de la rivière Besbre.
Atelier de poterie antique de Lubié
À Lubié se trouve un atelier de poterie gallo-romain. Le style de BANUUS III est l'une des créations les plus caractéristiques de cet atelier.
Le site de Chez-Duret, au sud-ouest de la commune, a fait l'objet en 1996 d'une fouille préventive dans le cadre de l'aménagement du contournement routier par la route nationale 7.

### Moyen Âge et Renaissance
En 1429, Charles, duc de Bourbon, acheta le domaine seigneurial de La Palice à Jeanne de Châtillon et le revendit pour 6 000 écus d'or en 1430 à Jacques Ier, l'un des deux derniers représentants de la famille de Chabannes qui remonte à l'an 1000. Cette somme fut en partie financée par les rançons des chevaliers anglais capturés pendant le siège d'Orléans. Jacques Ier et son frère Antoine, comte de Dammartin, figuraient parmi les grands chefs qui, comme Jeanne d'Arc et à ses côtés, contribuèrent à la défaite des Anglais pendant la guerre de Cent Ans.

### De la fin du Moyen Âge à la Révolution française

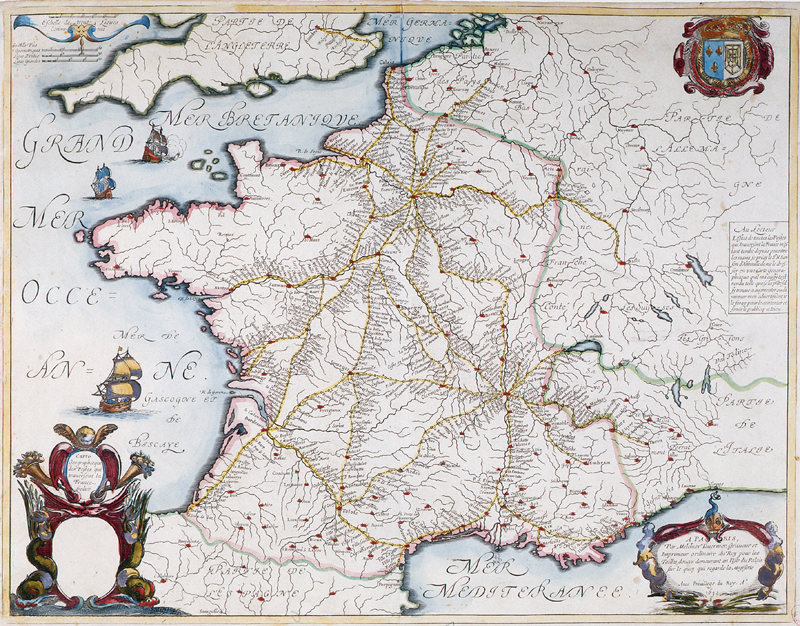
Principales routes des Malle-Poste en France, carte publiée en 1632, par le célèbre cartographe Nicolas Sanson.

Quel aspect pouvait bien avoir la petite ville de La Palisse en ce début du XVIe siècle ? Probablement les grands travaux de réaménagement de la cité avec l'arasement des anciens remparts médiévaux de la ville et l'agrandissement du vieux château, laissa t-il au début de ce renouveau bâtisseur, aux voyageurs de passage , une impression de désordre et d'insalubrité ? Venu de sa Flandre natale, Jacques Lesaige riche marchand drapier de Douai, en partance à Pâques 1518 pour un pèlerinage en Terre sainte, signale dans ses Mémoires avoir traversé la petite cité des bords de Besbre :
« De Varenne à La Palisse à quatre lieues. C'est une petite ville layde (laide) et orde (sale) . Il y a un petit chasteau. Nous disnasmes là et y despendis (dépensâmes) 8 gros (gros) »
Fort devôt, le riche drapier douaisien Jacques Lesage qui se dirige alors vers Rome avec ses quatre compagnons, a très probablement lors de son itinéraire , dîné et couché à l'hostellerie du Puits de l'Image de La Palisse, hôtel donnant sur l'ancienne Route royale (actuelle rue de la Liberté) . Longeant les structures de l'ancienne forteresse de La Palisse, on peut aisément s'imaginer quelle fut alors toute l'incommodité et l'insalubrité de cette rue monticuleuse, composée à la mauvaise saison, de caillasses et de gadoue.
Dans son fameux Guide des Chemins de France paru en 1552, le savant érudit Charles Estienne, mentionna avec précision les diverses étapes des ancienne routes royales, traversant les provinces du royaume de France, dont celles du Bourbonnais, qu'il nomme après Moulins, de " Grand Chemin de Lyon ".
De tous temps cité routière, La Palisse située sur l'une des plus importantes route de France (Paris-Lyon), connaissait au XVIIe siècle une attractivité prospère par ses flux de voyageurs fréquentant ses nombreuses auberges, par le passage des Malle-poste (poste aux chevaux) et de son relais de poste où s'exerçait sur les postillons l'autorité d'un maître de poste . Au début du XVIIe siècle, le sieur Pierre Mareschal maitre de poste en 1612 à La Palisse , faisait aussi fonction de Chevaucheur du Roi.
Empruntant la grande route royale de Paris à Lyon, l'écrivain et voyageur parisien Jean-Jacques Bouchard (1606-1641), dans son itinéraire de Paris à Rome effectué en 1630, traverse la petite cité de La Palisse ; comme le florentin Benvenuto Cellini un siècle plus tôt, il donne, dans ses Confessions, un portrait pittoresque et peu rassurant de la contrée, pays alors parcouru de pillards et de bandits de grands chemins :
« …La Palisse, à 2 lieux [de Parigny], petite ville forte sise sur une montagne fort roide. Il y a une vieille forteresse. Il faut partir de bonne heure, affin de passer de jour la vallée de La Palisse, qui est pleine de bois et commandée de montagnes, d'où les voleurs qui sont toujours en bon nombre de cette forest, descouvrent de loing les passants et les viennent assaillir à l'impourveu ; ce passage estoit alors tout plein de soldats desbandez de l'armée d'Italie, qui ne firent neantmoins aucune violence pour le respect du Marquis d'Effiat, surintendant des finances, qui passa cette mesme après-disnée en litière avec sa femme. (…) »
Une ordonnance du 16 décembre 1666 de Monseigneur d'Estaing, autorise la fondation à La Palisse d'un couvent de religieuses hospitalières. Cet acte de fondation est confirmé peu après, par lettres patentes données par le roi Louis XIV à Compiègne en juin 1667, portant règlement pour l'établissement de religieuses hospitalières dans la ville de La Palice, enregistrées le 14 août 1668. Ce couvent-hospice, du nom de La Providence, fut fondé sous l'impulsion du maréchal Claude Maximilien de La Guiche, seigneur de La Palisse, par des sœurs augustines venues de Riom.

### XVIIIe–XIXesiècle: les débuts d'une économie agricole et artisanale de grande importance
En 1718, l'historien et géographe Jean-Aimar Piganiol de La Force dans sa Description générale de la France mentionne la petite cité du Bourbonnais, dont il donne cette brève description :
« La Palice est une petite ville considérable par ses Foires & ses Marchez & par le passage de ceux qui vont de Paris à Lyon. Il n'y a qu'une justice de seigneur ; son château est antique et bien bâti. »
La ville tout entière s'insurge contre la gabelle, impôt particulièrement détesté, en 1736. Le 11 octobre, les gabelous sont attaqués, pourchassés et contraints de s'enfuir par les toits. La municipalité n'intervient pas, bien au contraire. La Ferme veut un procès : tout le monde fait traîner l'enquête en longueur et le procès n'a lieu qu'en 1740. Finalement, elle plaide la confusion entre soldats, contrebandiers, gabelous et gens de passage, qui se ressemblent tous, et les choses en restent là, l'intendant ne pouvant la faire condamner. Selon Jean Nicolas, cet épisode témoigne des solidarités qui pouvaient se manifester à l'intérieur d'une communauté.
La Palisse jouissait en France d'une très grande réputation pour l'importance de ses foires et de ses marchés, notamment pour le commerce très fructueux des céréales. Déjà en 1785, l'économiste Jean-Baptiste Antoine Malisset d'Hertereau relevait, dans ses travaux d'analyse économique, deux foires considérables d'une durée exceptionnelle, déjà confirmées auparavant depuis 1745 dans les données officielles de l'Almanach royal :
« Palice (La) en Bourbonnois. Foires, le 7 septembre de trois jours & le 17 septembre de six jours. »
Dans ce véritable dictionnaire mondial d'économie politique de la fin du XVIIIe à l'usage des négociants, marchands, armateurs, industriels, financiers, etc., l'auteur Malisset d'Hertereau ne manqua pas de mentionner également à propos de la petite cité bourbonnaise :
« (…) Palice (La) : Ville de France dans le Bourbonnois, sur la Besbre à 15 lieux de Moulins. Elle n'est remarquable que par la solidité des bottes fortes, qu'on y fait en grande quantité et dont la partie s'envoie à Paris. (…) » .
Le géographe Antoine-Augustin Bruzen de La Martinière confirmait en 1737 dans ses travaux d'encyclopédiste ces mêmes données et relevait très justement à ce propos :
" ..(...) Cette ville ne laisse pas d'être considérable par ses foires qui sont au nombre de douze, par ses marchés qui se tiennent toutes les semaines, par le passage de ceux qui vont de Paris à Lyon; elle est aussi renommée par les bonnes bottes qui s'y font. (...) " 
Au milieu du XIXe siècle, la France connut des crues et des inondations de ses principaux fleuves et cours d'eau atteignant une gravité sans précédant. La Palisse, traversée par la « paisible » rivière de Besbre, ne se trouva pas épargnée et fut également gravement endommagée par la grande crue historique d'octobre 1846.
« A La Palisse, le 17 octobre, tous les habitants étaient dans la plus grande consternation. Les eaux de la Besbre se sont élevées à une hauteur prodigieuse et ont submergé instantanément toute la partie basse de la ville et de ses faubourgs. De vie d'homme, on n'a vu une crue et un spectacle pareils. Sur les six heures des cris de détresse de malheureux faubouriens, en amont du pont, se faisaient entendre ; ils s'étaient réfugiés dans leurs greniers pour éviter une mort certaine. »
Après le coup d'État du 2 décembre 1851, les habitants des cantons de Luneau, Le Donjon et Jaligny se soulèvent et s'emparent de Lapalisse après quelques combats (un gendarme tué). Mais la nouvelle de la réussite du coup d'État entraîne la dispersion des insurgés. La répression est sévère : les trois cantons soulevés totalisent environ 350 arrestations.

### Période contemporaine
Des changements significatifs eurent lieu au XVIIIe siècle : en 1753, le Grand Chemin de Lyon fut tracé, entraînant la destruction d'une partie des remparts, comme on peut le voir dans les rues Billaudy et de la Liberté.
La ville s'est développée à partir du noyau original au pied du château en suivant les principales voies de transport (RN7, RD243, RD61, RD990, RD7, RD48), donnant ainsi naissance à une urbanisation en étoile.
Jusqu'au 24 août 1941, Lapalisse fut chef-lieu d'arrondissement. L'administration de L'État Français transféra alors le chef-lieu à Vichy.

## Politique et administration
Lapalisse est le chef-lieu (puis bureau centralisateur depuis mars 2015) d'un canton couvrant, depuis le redécoupage cantonal, le sud-est du département de l'Allier et la montagne bourbonnaise jusqu'aux portes de Vichy.

### Tendances politiques et résultats
Aux élections législatives de 2012, le député sortant Gérard Charasse est élu dans la nouvelle 3e circonscription de l'Allier. Dans la commune, il a recueilli 59,02 % des suffrages exprimés. 59,10 % des électeurs ont voté.
Aux élections municipales de 2014, le maire sortant Jacques de Chabannes, descendant direct de la famille de Chabannes de La Palice, est réélu sur une liste divers gauche, seule à se représenter. 57,92 % des électeurs ont voté.
Aux élections départementales de 2015, le binôme (radical de gauche) composé de Martine Arnaud et de Jacques De Chabannes a recueilli 54,43 % des suffrages exprimés. 62,83 % des électeurs ont voté.

### Liste des maires
| Période                                  | Période                    | Identité             | Étiquette    | Qualité |
| ---------------------------------------- | -------------------------- | -------------------- | ------------ | --- |
| Les données manquantes sont à compléter. |                            |                      |              | |
| 1959                                     | 1971                       | Lucien Colon         | Rad.ind.     | Représentant de commerce Membre du Comité de Libération de Lapalisse en août 1944 Conseiller municipal de 1945 à 1947 et de 1953 à 1959 Conseiller général du canton de Lapalisse de 1951 à 1974 Chevalier des Palmes académiques |
| 1971                                     | 1995                       | François Grèze       | PS           | Médecin généraliste Conseiller municipal de 1995 à 1998 |
| 1995                                     | juillet 2007 (décès)       | Bernard Le Provost   | RPR puis UMP | Docteur vétérinaire Conseiller général du canton de Lapalisse de 1982 à 2001 Conseiller municipal de 1983 à 1995 |
| 28 septembre 2007                        | mars 2008                  | Louis Villecourt     |              | |
| mars 2008                                | En cours (au 8 avril 2025) | Jacques de Chabannes | PRG-MRSL     | Fonctionnaire Conseiller général puis départemental du canton de Lapalisse Président de la communauté de communes du Pays de Lapalisse                                                                                            |

## Population et société

### Démographie
Les habitants de la commune sont appelés les Lapalissois et Lapalissoises.
L'évolution du nombre d'habitants est connue à travers les recensements de la population effectués dans la commune depuis 1793. Pour les communes de moins de 10 000 habitants, une enquête de recensement portant sur toute la population est réalisée tous les cinq ans, les populations de référence des années intermédiaires étant quant à elles estimées par interpolation ou extrapolation. Pour la commune, le premier recensement exhaustif entrant dans le cadre du nouveau dispositif a été réalisé en 2008.

En 2022, la commune comptait 3 127 habitants, en évolution de +0,71 % par rapport à 2016 (Allier : −1,38 %, France hors Mayotte : +2,11 %).
| 1793  | 1800  | 1806  | 1821  | 1831  | 1836  | 1841  | 1846  | 1851  |
| ----- | ----- | ----- | ----- | ----- | ----- | ----- | ----- | ----- |
| 2 409 | 1 665 | 1 890 | 2 061 | 2 245 | 2 286 | 2 401 | 2 670 | 2 696 |

| 1856  | 1861  | 1866  | 1872  | 1876  | 1881  | 1886  | 1891  | 1896  |
| ----- | ----- | ----- | ----- | ----- | ----- | ----- | ----- | ----- |
| 2 665 | 2 801 | 2 821 | 2 771 | 2 746 | 2 900 | 2 952 | 2 904 | 2 941 |

| 1901  | 1906  | 1911  | 1921  | 1926  | 1931  | 1936  | 1946  | 1954  |
| ----- | ----- | ----- | ----- | ----- | ----- | ----- | ----- | ----- |
| 2 847 | 2 971 | 2 913 | 2 732 | 2 958 | 3 158 | 3 234 | 3 260 | 3 182 |

| 1962  | 1968  | 1975  | 1982  | 1990  | 1999  | 2006  | 2008  | 2013  |
| ----- | ----- | ----- | ----- | ----- | ----- | ----- | ----- | ----- |
| 3 349 | 3 528 | 3 605 | 3 553 | 3 603 | 3 332 | 3 217 | 3 175 | 3 105 |

| 2018  | 2022  | - | - | - | - | - | - | - |
| ----- | ----- | - | - | - | - | - | - | - |
| 3 141 | 3 127 | - | - | - | - | - | - | - |

### Manifestations culturelles et festivités
- Le bouchon de Lapalisse[39]. Depuis la mise en service du contournement de la ville par la route nationale 7 en 2006, une manifestation festive bisannuelle rassemble les amateurs de voitures des années 1950-1960 qui reconstituent le bouchon légendaire qui se produisait dans la ville à chaque départ en vacances, voire chaque week-end. Entre 200 et 300 véhicules, principalement des voitures de tourisme, sont ainsi présentés, pour la plus grande joie des amateurs de belles carrosseries bien dessinées.

- Des spectacles et sons et lumières sont régulièrement organisés au château, permettant de faire revivre l'âme de ces pierres historiques.

### Enseignement
Lapalisse dépend de l'académie de Clermont-Ferrand. Elle gère l'école maternelle publique Arc en Ciel et l'école élémentaire publique G. Giraud.
Les élèves poursuivent leur scolarité au collège Lucien-Colon, géré par le conseil départemental de l'Allier. Les lycéens sont scolarisés à Cusset, au lycée Albert-Londres.

## Sports

### Vue d'ensemble
Lapalisse possède une vie sportive particulièrement dynamique, ayant été élue en 2018 « Ville la plus sportive du département » dans la catégorie des communes de moins de 5 000 habitants. Avec près de 50 associations actives, dont une grande partie consacrée au sport, la ville offre un large éventail d'activités sportives pour tous les âges et tous les niveaux.

### Équipements sportifs
La Communauté de communes du Pays de Lapalisse, en partenariat avec les communes, gère plusieurs équipements sportifs majeurs :

#### À Lapalisse et Saint-Prix
- Espace aquatique du Pays de Lapalisse : Situé Allée des Sports à Lapalisse, cet équipement moderne propose des bassins été/hiver.
- Salle de sports et de loisirs Bernard Le Provost : Située Avenue du 8 mai 45 à Lapalisse, cette salle polyvalente accueille de nombreuses disciplines sportives en intérieur.
- Stade Abel Chervier : Principal équipement pour la pratique du football, situé Rue des Vignes à Saint-Prix, il dispose de terrains d'entraînement et d'un terrain de basket.
- Complexe sportif de Bellevue : Situé Allée des Sports à Lapalisse, ce complexe regroupe un stade, des terrains de tennis et le plan d'eau des Acacias.
- Stade communautaire de Saint-Prix : Situé Rue du Châtelier à Saint-Prix.
- Stade de Rugby : Également situé Rue du Châtelier à Saint-Prix, ce stade est destiné à la pratique du rugby à XV.

### Sports collectifs

#### Football
L'Association Athlétique Lapalissoise (A.A.L.), présidée par Laurent PERRET, évolue au stade Abel Chervier. Le club accueille joueurs et joueuses de tous âges et propose un encadrement adapté aux différents niveaux de pratique, des débutants aux équipes seniors.

#### Basket-ball
Le Basket-Club de Lapalisse, présidé par Sandrine BONIN, est l'un des clubs phares de la commune. Il propose des entraînements et compétitions pour différentes catégories d'âge. Le club développe activement la pratique du basketball auprès des jeunes et participe régulièrement aux championnats départementaux et régionaux. Les entraînements et matchs se déroulent principalement dans la salle Bernard Le Provost.

#### Rugby
Le Rugby-Club Lapalissois, sous la présidence d'Alain LEROY, participe à l'animation sportive de la commune en proposant la pratique du rugby à XV. Le club utilise principalement le stade de rugby de Saint-Prix, situé Rue du Châtelier.

### Sports de raquette

#### Tennis
Présidé par Jean-François BAILLON, le Tennis-Club de Lapalisse propose des cours pour tous les niveaux, des initiations pour les débutants aux entraînements avancés pour les compétiteurs. Le club dispose de trois courts disponibles à la location sur deux sites à Lapalisse, principalement au complexe sportif de Bellevue, Allée des Sports. Les tarifs de location varient de 6 à 10€ pour une ou deux heures.

#### Tennis de table
Bernard BARRET préside le Club de Tennis de Table de Lapalisse qui propose des séances d'entraînement et participe aux compétitions départementales. Ce sport connaît un engouement particulier à Lapalisse grâce à l'accessibilité de sa pratique à tous les âges. Les entraînements se déroulent principalement à la salle Bernard Le Provost.

#### Badminton
Sous la présidence de Joël TCHUNG, le Club de Badminton offre à ses adhérents la possibilité de pratiquer ce sport en loisir ou en compétition. Les séances se déroulent dans les gymnases communaux, notamment la salle Bernard Le Provost.

### Sports aquatiques

#### Natation
Le club de natation « LES CROCOS » propose des cours adaptés à tous les niveaux à l'Espace aquatique du Pays de Lapalisse, situé Allée des Sports. Cet équipement moderne dispose de bassins intérieurs et extérieurs, permettant une pratique tout au long de l'année.

### Sports de combat et arts martiaux

#### Judo
Présidé par Freddy FAVROU, le Judo-Club Lapalissois propose des cours pour enfants et adultes. Le club met l'accent sur les valeurs traditionnelles du judo : respect, discipline et progression technique.

#### Viet Vo Dao
Sous la direction de Sébastien HAECK, ce club enseigne cet art martial vietnamien qui combine techniques de combat et développement personnel.

#### Yoga
L'association Les Amis du Yoga, présidée par André THEPENIER, propose des séances régulières de yoga, alliant exercices physiques, respiratoires et relaxation.

### Sports de plein air

#### Escalade
Le club Escalisse, présidé par Bertrand SIDONI, est affilié à la Fédération Française de la Montagne et de l'Escalade (FFME). Le mur d'escalade dispose de 16 couloirs offrant entre 32 et 48 voies de difficulté variable (du 4C au 7A), régulièrement renouvelées. Le club fournit le matériel nécessaire (baudriers, assureurs, cordes, casques) à l'exception des chaussons d'escalade.

#### Randonnée pédestre
L'Amicale Randonneurs Lapalissois, présidée par Albert JOSEPH, organise régulièrement des randonnées pédestres permettant de découvrir les paysages de la région.

### Sports traditionnels

#### Boules
Lapalisse compte deux clubs distincts : le Pétanque-Club Lapalisse-St Prix (président : Sébastien DEGAUGUE) et La Boule Lyonnaise (présidente : Claudette PIOTTE). Ces deux clubs perpétuent la tradition des jeux de boules très populaires dans la région.

### Autres disciplines sportives

#### Gymnastique
L'association de Gymnastique volontaire, présidée par Eliane CAVAU, propose des cours de gymnastique d'entretien adaptés à différents publics.

#### Sports mécaniques
Le Moto Club des Vérités, sous la présidence de Sébastien MEULIN, rassemble les passionnés de sports mécaniques et organise diverses manifestations.

#### Activités équestres
L'association L'Attelage en Bourbonnais, présidée par Richard FERRE, propose des activités équestres dans la région de Lapalisse. Le Haras des Forges, situé à proximité à Droiturier, complète l'offre dans ce domaine.

## Économie
L'économie de Lapalisse repose sur plusieurs secteurs :
- L'industrie, avec notamment la zone industrielle Sud Allier qui contribue significativement à la vitalité économique de la commune.
- Le commerce, avec des établissements variés répondant aux besoins de la population locale et des communes environnantes.
- Le tourisme, grâce au château de La Palice, au label "Village étape" et aux manifestations culturelles comme le "bouchon de Lapalisse".
- L'agriculture, qui occupe une part importante du territoire communal (plus de 79% selon Corine Land Cover).

La commune bénéficie également de sa position sur d'importants axes routiers, notamment avec le passage de la RN7 qui, même si elle contourne désormais le centre-ville, continue d'apporter une activité économique non négligeable.

## Culture locale et patrimoine

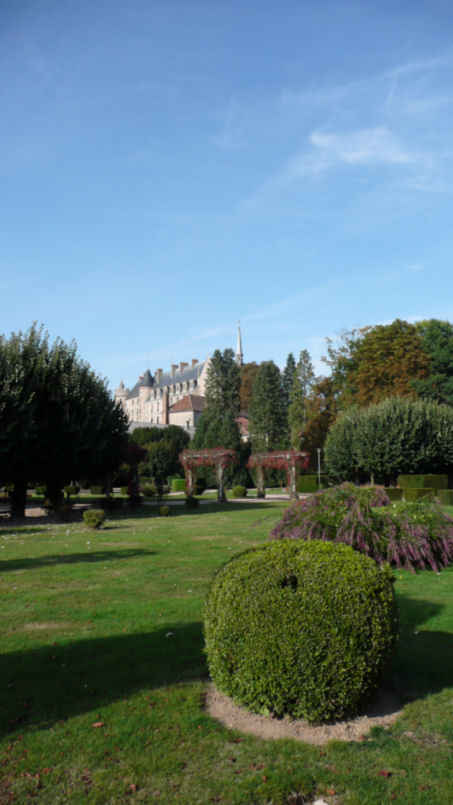
Vue de Lapalisse avec le château de La Palice.

### Lieux et monuments
- Château de La Palice sur la rive de la Besbre. Dans un château profondément remanié et complété à la Renaissance, tours rondes et fragment d'une enceinte du XIIIe siècle remployés dans un château du XVe siècle[48]. Ce château, qui appartient à la famille de Chabannes depuis 1430, est ouvert au public depuis 1952. Des travaux de restauration importants ont été évalués à 4 millions d'euros, notamment pour les écuries datant de 1613, pour lesquelles une levée de fonds a été lancée en 2024.

- Ancienne Hostellerie du Puits de l'Image (XVe siècle), avec une belle porte et un bel escalier d'époque gothique. (classé M.H)
- Corps de logis et unique tour subsistante d'une partie des anciens remparts de la ville (XIVe et XVe siècles).
- Ancien Hospice ou Hôpital de La Palisse des sœurs Augustines, fondé en 1656 par Claude-Maximilien de La Guiche, Comte de La Palice et Gouverneur du Bourbonnais, fils de Jean-François de La Guiche, maréchal de France. (XVIIe)
- Ancienne Hôtellerie dite de L'Écu de France.
- Musée de l'Art en Marche (installé dans l'ancienne usine de cuirs Barthelot) consacré à l'art contemporain populaire et à l'art brut.
- Église Saint-Jean-Baptiste du XIXe siècle construite sur le modèle des églises romanes. Elle possède un orgue dû au facteur Paul Férat (1879)[49].
- Chapelle Saint-Léger du château de Lapalisse.
- Ancienne halle dite de La Grenette (XIXe siècle) près du Champ de Foire située dans la ville haute. Cette ancienne halle aux grains est le dernier témoin avec les restes du Moulin de la Ville, de ce qui rappelle encore quelle fut l'opulence des marchés aux grains de La Palisse du temps de sa splendeur économique. Aujourd'hui ce beau bâtiment après des travaux de rénovation, a été reconverti en salle des fêtes communale.
- Ancien moulin de la ville (XIXe siècle), immortalisé par une gravure des frères Rouargues.
- Monument aux morts de la Grande Guerre 1914-1918. Ce monument représente un « Poilu » de 14-18 terrassant sous ses pieds l'aigle germanique, œuvre remarquable du sculpteur Gaston Petit, originaire de la Saône-et-Loire, ancien élève [50] de l'École nationale des Beaux-Arts de Paris, où il fut l'élève du maître sculpteur Jean-Antoine Injalbert. Probablement cette œuvre superbe n'est-elle qu'en partie de la main du sculpteur bronzier Gaston Petit, puisqu'elle fut co-signée par Louis Bertola qui apporta [51] aussi son concours ? Vu les coûts onéreux exigés par Petit (41.200 Frs) , le projet d'élévation de ce monument commémoratif qui fut d'abord conflictuel avec la mairie d'Auguste Coche, fut finalement inauguré le 31 juillet 1922 en présence d'Albert Peyronnet, sénateur de l'Allier et ministre du Travail dans le gouvernement Poincaré, et du sous-secrétaire d'État à l'Instruction publique Gaston Vidal. Lors de ce déplacement ministériel, M. Peyronnet inaugura également le monument dédié aux victimes du coup d'État du 2 décembre 1851 mais aussi le nouvel Hospice-hôpital de Lapalisse. Le socle et le piètement colonne de la statue du Poilu de Lapalisse furent réalisés en granit rose de Droiturier.
- Monument aux victimes du coup d'État du 2 décembre 1851 (ville haute).

### Personnalités liées à la commune
- Jacques II de Chabannes de La Palice, seigneur de La Palisse est né en 1463 . Compagnon d'armes du chevalier Pierre Terrail de Bayard et de Gaston de Foix-Nemours , il est conseiller de la Maison du roi et officier militaire supérieur durant les campagnes d'Italie (1501- 1525) , où il sert sous trois rois : Charles VIII, Louis XII et François Ier. En 1509, il fut créé Grand maître et fait maréchal de France en 1515 par François Ier. Valeureux soldat, le maréchal de Chabannes de La Palice fut tué glorieusement en Lombardie en février 1525 au cours de la sixième guerre d'Italie, des suites de la désastreuse et mémorable bataille de Pavie hélas malencontreusement engagée contre son avis.
- Jean-François de La Guiche (1569-1632) né probablement au château de Lapalisse, fut seigneur de Saint-Gérand, comte de La Palice et gouverneur du Bourbonnais. Le seigneur de La Guiche fit plusieurs transformations au château de La Palice, dont la plus importante fut la construction des communs (écuries) érigés en 1613. Il fut nommé maréchal de France le 31 décembre 1619 sous le règne de Louis XIII. Monsieur de Saint-Géran s'éteignit en son château de La Palice, le 2 décembre 1632.
- René Villars de la Brosse-Raquin, fils d'un simple Lieutenant de vaisseau naquit vers 1704 à Lapalisse (il fut semble t-il seigneur de Gléné ?) est mort le 19 juin 1776 à Rochefort, était un officier de marine et aristocrate français. Ayant combattu dans plusieurs guerres navales franco-anglaises données par la Marine royale du roi Louis XV, il se distingua avec des chances diverses dans plusieurs conflits, notamment pendant la célèbre guerre de Sept Ans. En 1771, il fut élevé à la dignité de chef d'escadre des armées navales (contre-amiral) et fut décoré en 1775 à la fin de sa carrière d'officier supérieur, du cordon de commandeur dans l'ordre royal et militaire de Saint-Louis. Selon ses dernières volontés, le Sieur René Villars de La Brosse Raquin (mort à 71 ans) souhaita devant l’Éternité garder " un point d'ancrage " avec la petite ville de La Palice en Bourbonnois.
- Claude Montal, est né le 28 juillet 1800 dans une modeste famille de Lapalisse et est mort à Paris le 7 mars 1865. Compagnon de classe de Louis Braille à l'Institut national des jeunes aveugles, Montal ouvrit dès 1836 dans cette institution, un Ier cours d'accord du piano, année où il publia son Ier Traité complet sur l'accord du piano, dédié à Camille Pleyel, alors le plus célèbre des facteurs parisiens. Dès 1834, ayant retrouvé une totale mais très risquée indépendance, il devint accordeur et reçut en 1851 comme Facteur de pianos la médaille de l'ordre de la Légion d'honneur décoré par le Prince-Président lui-même (le futur Napoléon III) aux lendemain de la première Exposition universelle. En 1853, Montal devint fournisseur officiel de la Maison Impériale française à l'occasion du mariage de l'Empereur avec Eugénie de Montijo. Après avoir collaboré dès ses débuts à la fondation de l'Institut des Jeunes Aveugles à Rio de Janeiro, Claude Montal fut nommé en 1854 facteur de pianos de Don Pedro II, dernier empereur du Brésil.
- Louis-Simon Dereure, né le 1er décembre 1838 et mort le 18 juillet 1900 à Paris (XVIIIe arrondissement). Arrivé à Paris en 1863, l'ouvrier cordonnier Simon Dereure, farouche opposant au régime autocratique de Louis Napoléon Bonaparte est attiré très tôt par le syndicalisme et le militantisme politique. Il se marie à Paris (mairie du 18e) le 21 décembre[52] 1868. À peine âgé de 30 ans, Simon Dereure fonda en 1867 à Paris , la Ière Chambre Syndicale des Cordonniers de Paris, dont il devint le secrétaire[53]. Cette chambre syndicale, l'envoya en septembre 1869 comme représentant français et délégué ouvrier à Bâle , lors du 4ème congrès de l'Association internationale des travailleurs, où Simon Dereure parmi les délégués étrangers, siégea et eut à débattre aux côtés de Bakounine. Lorsque les troubles révolutionnaires de la Commune de Paris survinrent, il est élu maire adjoint de Montmartre en novembre 1870, aux côtés du maire Georges Clemenceau. Lors de la Semaine sanglante et après la démission de Georges Clémenceau maire, il reste seul en poste comme « maire de Montmartre » de remplacement aux côtés de son camarade Jean Baptiste Clément. Ouvrier cordonnier et journaliste militant à ses heures sous le patronage du célèbre polémiste Henri Rochefort qui lui fit connaître les arcanes du monde politique et de la presse, où celui-ci le fait en 1870 gérant de son journal La Marseillaise. Louis-Simon Dereure devint une personnalité incontournable pendant la Commune de Paris. D'après les mémoires de Louise Michel, Mme Dereure en poste sur le front des barricades fut fusillée par l'armée versaillaise placée sous le commandement d'Adolphe Thiers. Condamné à mort par contumace en 1873 pour crime de haute trahison, grimé, Simon Dereure parvint à s'enfuir in-extrémis avec son congénère Eugène Pottier pour gagner les États-Unis, où il s'exila dans la communauté Icarienne et se remaria à Corning dans l’État de l'Iowa. Après la loi d'armistice de 1880 lors de son retour d'exil des États-Unis d'Amérique, le collectiviste Louis Simon Dereure entra comme secrétaire national au bureau politique du Parti ouvrier français (POF) aux côtés du député Jules Guesde et de Paul Lafargue. Aujourd'hui, une rue Simon-Dereure existe encore dans le quartier de Montmartre et son nom fut également donné dans plusieurs autres municipalités françaises : Ivry-sur-Seine, Montreuil, Rosny-sous-Bois,
- Louis Lépine (1846-1933) Bien que natif de Lyon, cet élève brillant qui fut un administrateur hors pair, obtint sa première affectation et nomination dans l'administration territoriale, dès l'obtention de sa licence en droit à Paris pour être avocat, et devint aussitôt sous-préfet de Lapalisse en 1877, à peine âgé de 31 ans. Toute sa vie, l'ascension de Louis Lépine, futur et célèbre préfet de Police parisien et gouverneur de l'Algérie française, se souvint toujours de ses débuts d'administrateur et vénéra dans ses Mémoires la petite ville de Lapalisse, qui lui avait permis de connaître son premier baptême du feu, ville où il avait laissé d'impérissables souvenirs.
- Yvette Prost (1874-1949), femme de lettres, institutrice, puis directrice d'école à Lapalisse (1905-1924) ;
- Jeanne Labourbe (1877-1919) fut une militante bolchévique française, faisant partie des rares français ayant participé activement en 1917 à la révolution d'Octobre. Chargée de fonder à Moscou la première cellule du mouvement Communiste français avec Jacques Sadoul, Jeanne est envoyée en mer Noire sous les ordres de Lénine, afin de répandre les idées révolutionnaires auprès des marins français. Victime d'un complot politique, Jeanne est retrouvée morte en mars 1919, assassinée avec ses camarades à Odessa, crime exécuté et commandité par la police locale aux ordres des Russes blancs avec la complicité supposée des officiels français, envoyés en mer Noire par Georges Clemenceau. Au cimetière d'Odessa, la tombe de la française Jeanne Labourbe jadis militante bolchévique de 1917 à 1919, depuis pieusement restaurée par les officiels russes ainsi que le magnifique parc et le pont portant son nom, entièrement restauré et reconstruit en 2019 par l'architecte russe Melnikov, parc donnant sur les rives de la mer Noire, ces deux lieux historiques et emblématiques de l'Histoire Russe se trouvent aujourd'hui en Ukraine. (Voir sur Youtube)
- Louise Bureau, sculptrice française née à Lapalisse, fut l'élève du sculpteur limousin Félix Ferru.
- Émile Bourdon (1884-1974), né le 14 février 1884 à Lapalisse, où son père était receveur particulier des finances. Il passe ensuite son adolescence à Néris-les-Bains, au château de Cerclier. Présenté par Charles-Marie Widor et élève brillant d'Alexandre Guilmant, il se montre très doué pour le violon et l'orgue et pour la composition musicale. Il se produit pour la première fois à Paris, dès l'âge de 12 ans, exécutant au violon une composition de son cru, œuvre qui fut alors remarquée des critiques musicaux. D'une nature très réservée, Émile Bourdon devient en 1922 organiste de la cathédrale de Monaco ; il compose à l'occasion du mariage du prince Rainier III et de Grace Kelly une Symphonie nuptiale, qu'il joue lui-même au grand orgue de la cathédrale. (Voir la biographie d’Émile Bourdon sur le site internet : Musica & Mémoria)
- Armand Brugnaud (1899-1961), artiste peintre français est né à Lapalisse en 1899.
- Georges Louis Nicolas Blaison (1906-1942) D'une famille originaire de Bourgogne, ce marin français, né à Lapalisse le 30 juillet 1906, devint commandant de plusieurs bâtiments de la Marine nationale, dont le Surcouf, alors le plus grand sous-marin du monde. Depuis 1981, la ville de Lapalisse est ville-marraine de l'Aviso Commandant Blaison.
- Jean-Pierre Pophillat (1937-2020), artiste peintre originaire de Lapalisse.

### Héraldique
Malte-Brun, dans La France illustrée (1882), rapporte deux blasonnements différents pour les armes de la ville de Lapalisse, le second étant celui des armes en vigueur :
|  | De sinople, au sautoir d'or. |
|  | De gueules, à cinq pals rétrécis d'argent (Les « pals rétrécis » sont en fait des vergettes, mais le blasonnement veut souligner l'aspect « armes parlantes ».). |